# Баэна, Рауль
Хосе Рауль Баэна Урдиалес (исп. Jose Raul Baena Urdiales; род. 2 марта 1989 года, Торрокс, Испания) — испанский футболист, полузащитник.

## Карьера
Родился в Торроксе, Андалусия. После начала своей карьеры в «Малаге» Хосе Рауль перешёл в молодёжный состав «Барселоны». Затем присоединился к «Эспаньолу». За первую команду дебютировал 4 октября 2009 года в игре против «Вильярреала». Баэна быстро стал неотъемлемой частью основного состава.
В 2013 году перешёл в «Райо Вальекано».